# Margit Carlqvist
Margit Carlqvist, född 11 februari 1932 i S:t Matteus församling i Stockholm, är en svensk skådespelare, mest berömd för ett antal roller som vamp. Hon har även varit verksam under namnet Margit Larsson.

## Biografi
Carlqvist kom från ett arbetarhem, upptäcktes i en amatörteatergrupp och började studerade ett år vid Gösta Terserus teaterskola. Hon kom in vid Dramatens elevskola redan som 17-åring. Hon filmdebuterade 1950 i Ingmar Bergmans Till glädje som Nelly Bro, den unga hustrun till en äldre skådespelare (spelad av John Ekman). Hennes storhetstid var på 1950-talet då hon ofta hade roller som vackra kvinnor som förför män, ett fack hon snart tröttnade på. Efter en kort period då hon bodde i Mexiko sade hon upp sig från Dramaten och filmade mer sällan, men hon gjorde även en del filmroller under såväl 1960- som 1970-talen. Hennes senaste film var Birgitta Svenssons debutfilm Mackan 1977. Hon kom att medverka i sammanlagt 33 filmer, varav fyra för regissör Arne Mattsson och de övriga för 23 olika regissörer. Till Uno "Myggan" Ericson har hon uppgett att hennes favoritroll var i "Het är min längtan" (regi Bengt Logart 1956).

## Filmografi
- 1950 – Till glädje
- 1951 – Starkare än lagen
- 1952 – Hård klang
- 1952 – Hon kom som en vind
- 1952 – Möte med livet
- 1953 – Vägen till Klockrike
- 1953 – Marianne
- 1953 – Glasberget
- 1954 – I rök och dans
- 1954 – Taxi 13
- 1955 – Ute blåser sommarvind
- 1955 – Hemsöborna
- 1955 – Het är min längtan
- 1955 – Sommarnattens leende
- 1956 – Sceningång
- 1957 – Gårdarna runt sjön
- 1957 – En drömmares vandring
- 1957 – Arken
- 1957 – Ingen morgondag
- 1958 – Kvinnlig spion 503
- 1958 – Linje sex
- 1961 – Änglar, finns dom?
- 1962 – Vita frun
- 1963 – Kurragömma
- 1963 – Prins Hatt under jorden
- 1964 – Älskande par
- 1965 – Resa
- 1965 – Ett sommaräventyr
- 1966 – Skrift i sne
- 1969 – Klabautermannen
- 1970 – Kyrkoherden
- 1970 – Grisjakten
- 1971 – Exponerad
- 1974 – Det sista äventyret
- 1976 – Återkomsten
- 1977 – Mackan

## Teater

### Roller (ej komplett)
| År   | Roll                              | Produktion                                               | Regi              | Teater                      |
| ---- | --------------------------------- | -------------------------------------------------------- | ----------------- | --------------------------- |
| 1950 |                                   | Julia i farten Sigge Fischer                             | Sigge Fischer     | Tantolundens friluftsteater |
| 1950 | Gnomer                            | Don Perlimplins kärlek till Belisa Federico Garcia Lorca | Göran Gentele     | Dramaten                    |
| 1950 | Medverkande                       | Erik XIV August Strindberg                               | Alf Sjöberg       | Dramaten                    |
| 1951 | Bettan                            | Det lyser i kåken Björn-Erik Höijer                      | Ingmar Bergman    | Dramaten                    |
| 1958 | Catherine, Beatrices systerdotter | Utsikt från en bro Arthur Miller                         | Alf Sjöberg       | Dramaten                    |
| 1962 | Cocolina                          | Resan (Le voyage) Georges Schehadé                       | Alf Sjöberg       | Dramaten                    |
| 1963 | Vivi Smith                        | Teenagerlove Ernst Bruun Olsen och Finn Savery           | Ernst Bruun Olsen | Oscarsteatern               |
| 1965 | Kattrin                           | Mutter Courage Bertolt Brecht                            | Alf Sjöberg       | Dramaten                    |
| 1967 |                                   | Peer Gynt Henrik Ibsen                                   | Jerk Liljefors    | Riksteatern                 |
| 1968 | Grevinnan Geschwittz              | Lulu Frank Wedekind                                      | Frank Sundström   | Stockholms stadsteater      |

### Fotnoter
1. ↑  Vem är det : Svensk biografisk handbok 1977, sid 173. P A Norstedt & Söner, tryck: William Clowes & Sons, London 1976. Läst 6 augusti 2018.
2. ↑  Bra Böckers Film och TV-lexikon, del 1, sid 73, Bra Böcker, Höganäs / Svenska Filminstitutet, Stockholm 1985
3. 1 2  ”Margit Carlqvist”. Svensk Filmdatabas. http://www.sfi.se/sv/svensk-filmdatabas/Item/?type=PERSON&itemid=63302&ref=%2ftemplates%2fSwedishFilmSearchResult.aspx%3fid%3d1225%26epslanguage%3dsv%26searchword%3dMargit+Larsson%26type%3dPerson%26match%3dBegin%26page%3d1%26prom%3dFalse. Läst 19 februari 2013.
4. ↑  Bonniers Stora Film & Video-guide, tredje upplagan, sid 555, Bonniers, tryck: Fälth & Hässler, Smedjebacken 2002 ISBN 91-0-057848-7
5. ↑  Uno Myggan Ericson (redaktör): Myggans nöjeslexikon, band 3, sid 72, Bra Böcker, Höganäs 1989 ISBN 91-7752-255-9
6. ↑  ”Teaterannons”. Dagens Nyheter:  s. 27. 14 juni 1950. http://arkivet.dn.se/arkivet/tidning/1950-06-14/157/27. Läst 15 februari 2016.
7. ↑  ”Det lyser i kåken”. Stiftelsen Ingmar Bergman. http://ingmarbergman.se/verk/det-lyser-i-k%C3%A5ken. Läst 17 oktober 2015.
8. ↑  Folke Hähnel (22 september 1963). ”Pop-Kulle besegrade publiken: Sofistikerat och fräckt i Lars Forssells tolkning”. Dagens Nyheter:  s. 24. http://arkivet.dn.se/arkivet/tidning/1963-09-22/258/24. Läst 31 augusti 2015.
9. ↑  ”Teaterannons”. Dagens Nyheter:  s. 42. 5 november 1967. https://arkivet.dn.se/tidning/1967-11-05/300/46. Läst 30 maj 2018.